# Lacrimae Christi
Lacrimae Christi je drugi album slovenske pop skupine Videosex, izdan 5. marca 1985. Naslov albuma je v latinščini in pomeni "Kristusove solze". Album je bil leta 2009 ponovno izdan v obliki CD-ja. Pesem »Pejd' ga pogledat Anja« je priredba pesmi »Pejt ga pogledat« slovenske punk skupine Otroci socializma. Album za razliko od prejšnjega vključuje tudi elemente jazza in celo swinga.
Ovitek albuma je oblikoval Dejan Knez, ustanovitelj skupine Laibach, tudi "avtor" imena Videosex.

## Seznam pesmi
Vse pesmi je napisala skupina Videosex, razen kjer je to označeno.
| A stran | A stran                  | A stran                      | A stran |
| Št.     | Naslov                   | Pisec                        | Dolžina |
| ------- | ------------------------ | ---------------------------- | ------- |
| 1.      | „Sivi dan‟               |                              | 3:13    |
| 2.      | „Stakleno nebo‟          |                              | 3:55    |
| 3.      | „Pejd' ga pogledat Anja‟ | Brane Bitenc, Andrej Štritof | 5:05    |
| 4.      | „Lacrimae Christi‟       | Carl Böhm                    | 3:20    |

| B stran         | B stran                        | B stran         | B stran |
| Št.             | Naslov                         | Pisec           | Dolžina |
| --------------- | ------------------------------ | --------------- | ------- |
| 5.              | „Mjesec‟                       |                 | 1:03    |
| 6.              | „Tko je zgazio gospođu mjesec‟ |                 | 2:45    |
| 7.              | „Jesen‟                        | Johnny Mercer   | 2:23    |
| 8.              | „Klavir (i prašina)‟           |                 | 2:55    |
| 9.              | „Swing 2002 gtl‟               |                 | 5:30    |
| Skupna dolžina: | Skupna dolžina:                | Skupna dolžina: | 27:14   |

## Zasedba

### Videosex
- Anja Rupel — vokal
- Iztok Turk — bobni, programiranje
- Janez Križaj — bas kitara, programiranje
- Nina Sever — klaviature

### Dodatni glasbeniki
- Danijel Kašnar — bobni
- Miha Hawlina — saksofon
- Nino de Gleria — bas kitara

### Dodatno osebje
- Dare Novak — snemanje
- Dejan Knez — oblikovanje ovitka